# پروانه همگانی موزیلا
پروانه همگانی موزیلا (به انگلیسی: Mozilla Public License) یک پروانه نرم‌افزار آزاد مشروح و مفصل است که توسط بنیاد موزیلا نوشته و نگهداری می‌شود. از این پروانه به عنوان پروانه‌ای که هم ویژگی‌های پروانه تغییریافته بی‌اس‌دی و هم ویژگی‌های پروانه جی‌پی‌ال را دارد یاد می‌شود که سعی دارد مشکلات و نگرانی‌های توسعه‌دهندگان نرم‌افزار آزاد و نرم‌افزار انحصاری را تعادل بخشد. این پروانه دو بار مورد بازبینی قرار گرفته‌است و در نسخه آخر آن که ۲٬۰ است، سعی شده تا سادگی پروانه حفظ شود و سازگاری بهتری با دیگر پروانه‌ها داشته باشد. این پروانه که به اختصار به آن ام‌پی‌ال (به انگلیسی: MPL) هم گفته می‌شود، پروانه‌ای است که در موزیلا فایرفاکس، موزیلا تاندربرد و بقیه نرم‌افزارهای بنیاد موزیلا مورد استفاده قرار می‌گیرد اما اخیراً دیگران هم به استفاده از این پروانه روی آورده‌اند، همانند شرکت Adobe که از این پروانه برای نرم‌افزار ادوبی فلکس استفاده کرده و همچنین لیبره‌آفیس که از این پروانه به همراه ال‌جی‌پی‌ال (نسخه ۳) استفاده می‌کند. شرکت‌هایی مانند سان مایکروسیستمز هم از نسخه ۱٬۱ این پروانه برای نوشتن یک پروانه اشتقاقی مثل پروانه توسعه و توزیع مشترک استفاده کرده‌اند.